# 카일로 렌
카일로 렌(Kylo Ren) 또는 벤 솔로(Ben Solo)는 스타워즈 시리즈의 등장인물이다. 2015년에 개봉한 스타워즈: 깨어난 포스에서 처음 등장했다.

## 상세
퍼스트 오더 렌 기사단의 마스터인 카일로 렌은 한 솔로와 레아 오르가나의 사이에 태어난 아들이다. 스카이워커 가의 피가 흐르기 때문에 타고난 포스를 지니고 있다.
여태껏 본 적이 없는 십자 모양의 라이트세이버를 사용한다. 카일로 렌은 유아기 때 제다이에 맡겨지지 않고 갈수록 정신적인 면이 불안해지자 루크 스카이워커에게 제다이 훈련을 받도록 맡겨졌다.
하지만 렌 기사단의 수장 이자 퍼스트 오더 지도자인 스노크(Supreme Leader Snoke)의 유혹의 다크사이드에 빠져 루크의 제다이들을 몰살 시키고 렌 기사단이 된다.

## 그 외
레전드 세계관의 제이센 솔로 / 다스 케이더스 (Jacen Solo, Darth Caedus)와 유사한 점이 있다.